# Вайдаг чорнокрилий
Вайда́г чорнокрилий (Euplectes hordeaceus) — вид горобцеподібних птахів ткачикових (Ploceidae). Мешкає в Африці на південь від Сахари.

## Опис

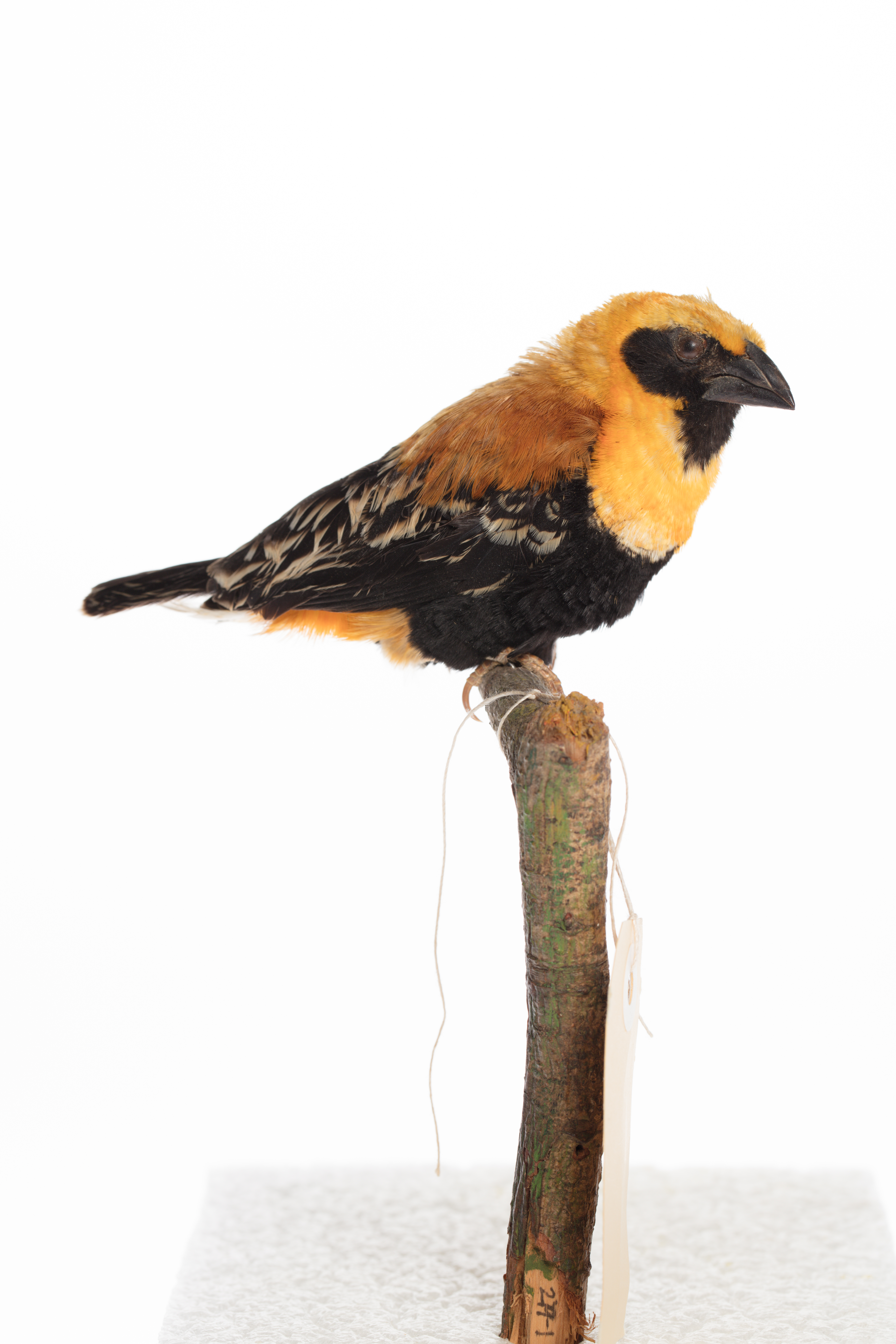
Самець чорнокрилого вайдага

Довжина птаха становить 12-15 см. У самців під час сезону розмноження забарвлення переважно вогнисто-червоне, за винятком обличчя, живота і крил, які є чорними, коричневого хвоста і жовтої гузки. Дзьоб конічної форми, міцний, чорний. У самиць і самців під час негніздового періоду забарвлення переважно коричнювато-охристе. Верхня частина тіла сильно поцяткована чорними смугами, нижня частина тіла білувата, над очима білуваті "брови". У молодих птахів махові пера мають широкі світлі края. 

## Підвиди
Виділяють два підвиди:
- E. h. hordeaceus (Linnaeus, 1758) — від південної Мавританії, Сенегалу і Гамбії на схід до Судану, ДР Конго і Танзанії і на південь до Анголи, Зімбабве і Мозамбіку;
- E. h. craspedopterus Bonaparte, 1850 — Південний Судан, південно-західна Ефіопія, Уганда і західна Кенія.

## Поширення і екологія
Чорнокрилі вайдаги мешкають в Західній, Східній і Центральній Африці. Вони живуть на луках, в рідколіссях і саванах, на полях і в чагарникаових заростях. Зустрічаються парами або невеликими зграйками, під час негніздового періоду утворюють великі зграї і приєднуються до змішаних зграй птахів. Живляться насінням трав, гусінню і термітами. Чорнокрилим вайдагам притаманна полігінія, коли на одного самця припадає до 4 самиць. Гніздо має кулеподібну форму з бічним входом, розміщується у високій траві, на висоті від 0,8 до 3 м над землею. В кладці 2-3 світло-синьо-зелених яйця. Інкубаційний перад триває 12-14 днів, пташенята покидають гніздо через 11-13 днів після вилуплення. Лише самиці насиджують кладку і переважно вони доглядають за пташенятами.